# Tó Cruz
Tó Cruz, TC o António TC Cruz, son los nombres artísticos usados por António José Ramos da Cruz, (Lisboa, 9 de julio de 1967), cantante portugués de ascencencia caboverdiana, conocido por su participación en el Festival de la Canción de Eurovisión 1995.

## Carrera
A los 16 años, se inició en la música tocando en bares y discotecas de Lisboa. A los 18 años, se trasladó a vivir al Algarve, donde formó su primera banda, y tocaba y cantaba algunos temas originales, además de otros ya conocidos del soul, funk y r&b.
Formó parte del grupo Bla, Bla, Magazine. Entretanto hizo coros a otros artistas, trabajos de publicidad en radio y televisión, también trabajó con Sara Tavares cuando participó y ganó en el Festival RTP da Canção, en 1994.
En 1995 participa y gana en el Festival RTP da Canção de 1995 con el tema "Baunilha e Chocolate", lo que lo convierte en el representante de Portugal en el Festival de la Canción de Eurovisión 1995. El Festival tuvo luga el 13 de mayo en Dublín, donde finalizó en la 21.ª posición de un total de 23 participantes y con tan solo 5 puntos (4 de Francia, 1 de Grecia).
Ha puesto voz al personaje de Quasimodo en las películas de Disney "El jorobado de Notre Dame y en "El jorobado de Notre Dame 2: El secreto de la campana". También cantó las canciones de la película "Quest for Camelot" en la versión portuguesa.
Adopta el nombre de TC y lanza su primer álbum en 1998. Es disco contó con la colaboración de Luís Oliveira. "Alma Nua" fue lanzado internacionalmente y TC es elogiado en la revista Billboard. Aunque el disco no tuvo éxito comercial.
El álbum "Camaleão", lanzado en 1999, incluye un dúo con la cantante brasileña Ivete Sangalo.
En 2001 se muda a los Estados Unidos de América y adopta el nombre de António TC Cruz y graba en inglés el álbum "António TC Cruz". En el disco participa la cantante, pianista y violinista E’lissa Jones, Cleusa Alfama y el rapero Gava de Brooklyn. Gracias a "Truth and Commitment" recibió una prenominación para los Grammy Music Awards en la categoría de mejor actuación vocal masculina, en 2004. Su cuarto álbum fue una mezcla de morna, fado y soul.
Volvió a trabajar para la Disney, cantando la parte masculina de la música de la película "Uma História de Encantar" de 2007. 
Ha participado en las grabaciones de artistas portugueses como Rão Kyao, Paulo de Carvalho, de artistas africanos o de la italiana Laura Pausini.

## Discografía
- 1998: Alma nua
- 2000: Camaleão
- 2003: António TC Cruz